# Boczniak (wagon)

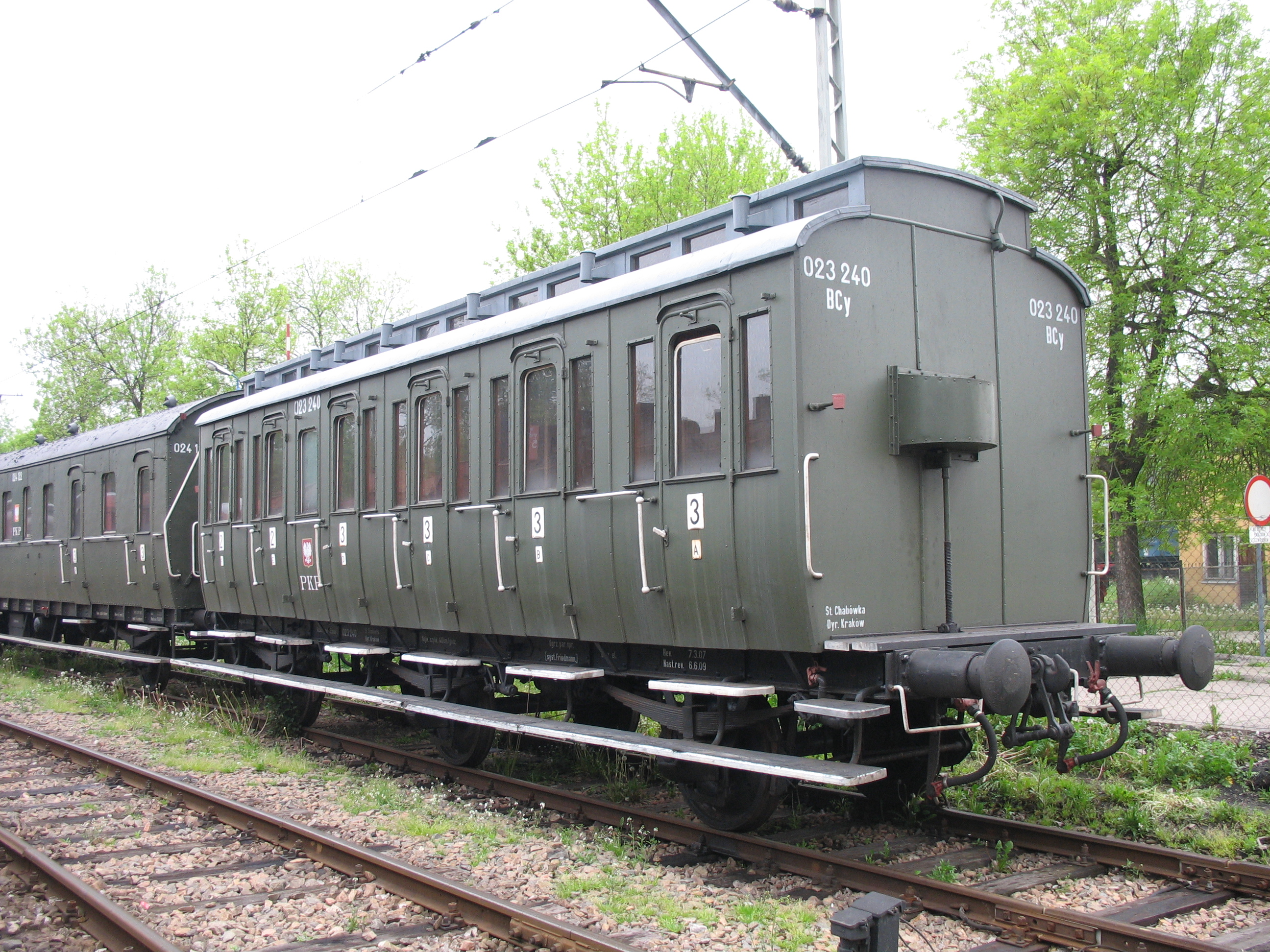
Boczniak 2. i 3. klasy w skansenie w Chabówce

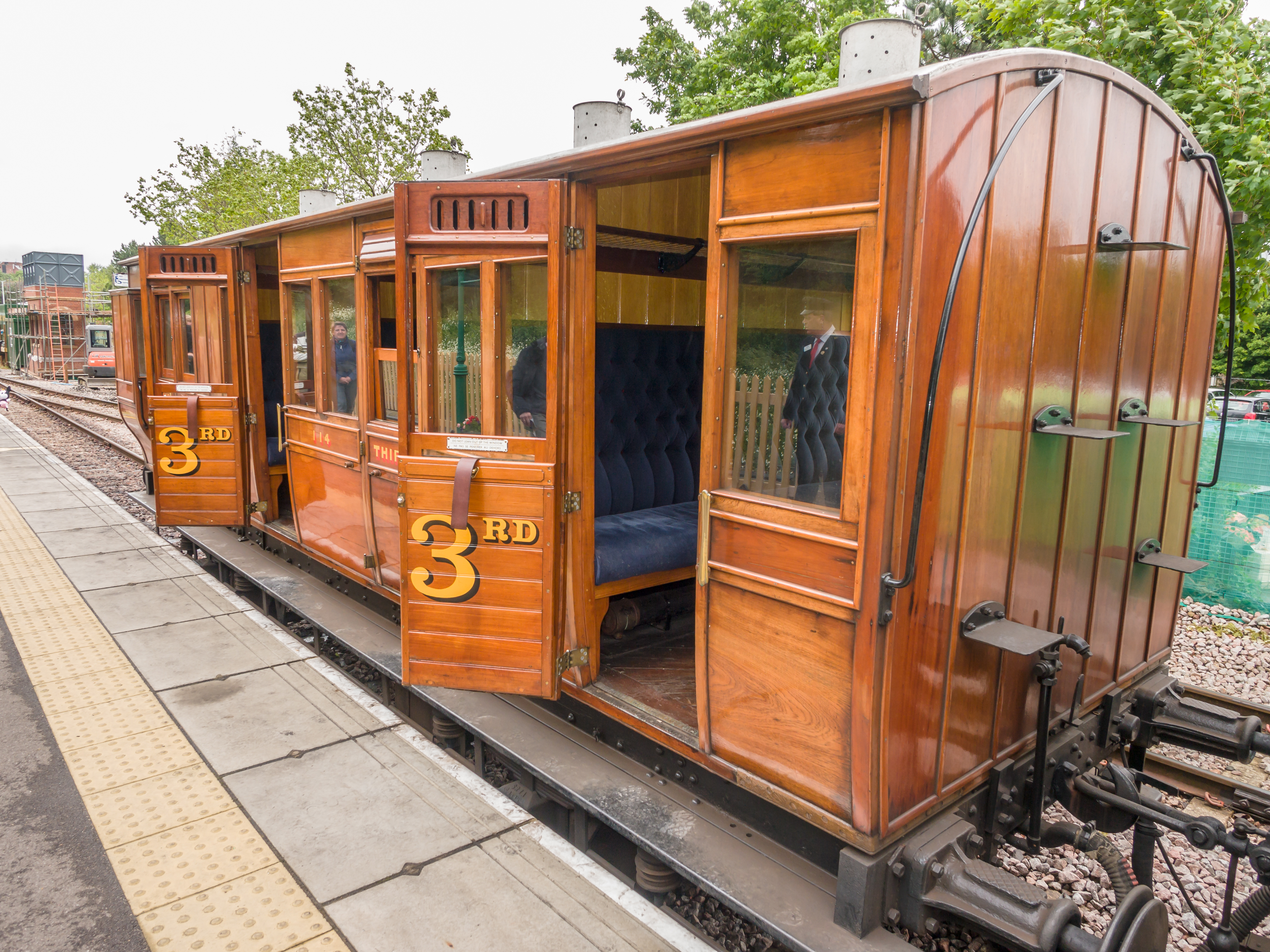
boczniak angielski

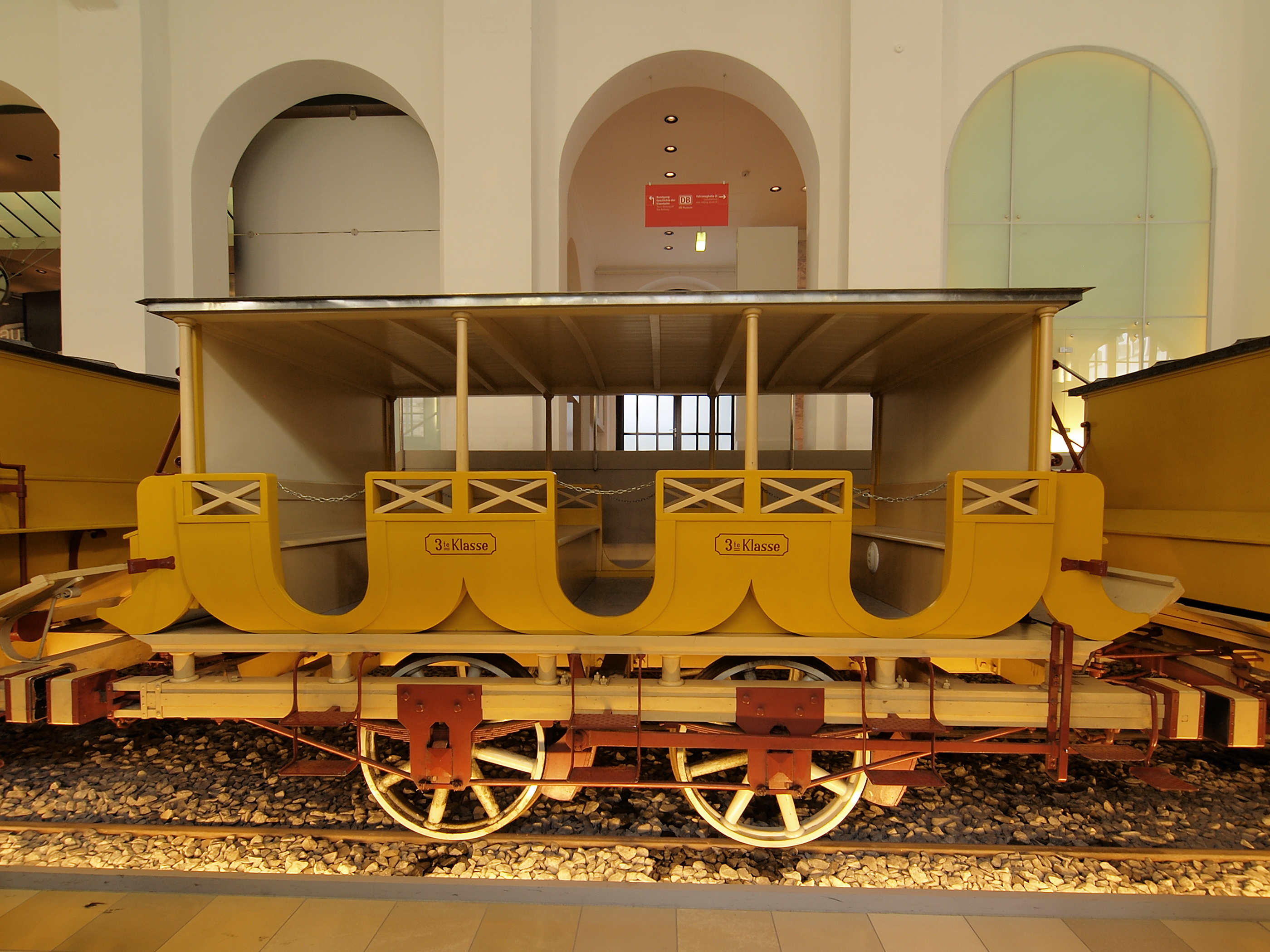
boczniak bawarski

Boczniak – wagon osobowy dawnej konstrukcji (budowany od początków XX wieku), przedziałowy, pozbawiony korytarza wewnętrznego, z osobnymi drzwiami zewnętrznymi do każdego przedziału i stopniami bocznymi na całej długości wagonu. Boczniaki nie miały przejść między wagonami. W Polsce boczniaków wywodzących się z Cesarstwa Niemieckiego używano w ruchu planowym do lat siedemdziesiątych XX wieku.
Konduktorzy, podczas kontroli biletów, musieli poruszać się po pomoście na zewnątrz wagonów. Zaletą boczniaków była szybka wymiana pasażerów, dzięki łatwemu dostępowi do drzwi. W składach złożonych z boczniaków pasażerowie nie mogli korzystać z ubikacji i wagonu restauracyjnego.

## Historia

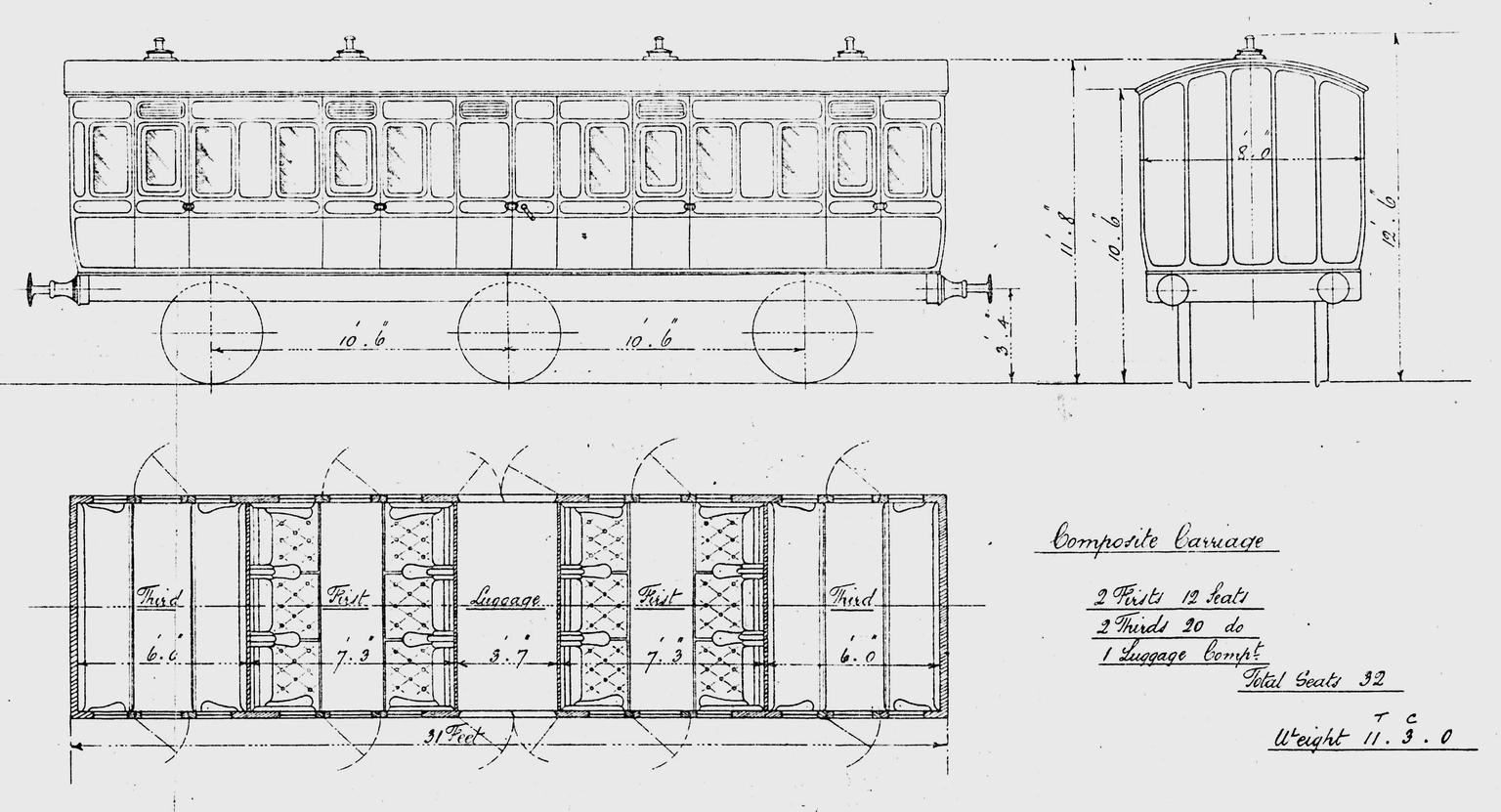

Boczniaki zostały wynalezione w Anglii na samym początku ery kolei. Powstały poprzez umieszczenie kabiny dyliżansu pocztowego (z siedzeniami wewnątrz dla czterech pasażerów) na podwoziu wagonu. Boczniaki były używane niemal w całej Europie. Były budowane do lat 30. XX wieku. W Europie kontynentalnej były zwane wagonami angielskimi lub wagonami zbudowanymi według systemu angielskiego.
Po 1900 rosnące ceny drewna spowodowały rozpoczęcie wytwarzania boczniaków ze stali. Od 1910 oświetlenie naftowe było zastępowane gazowym, a następnie elektrycznym.